# موسى ولد ابنو
موسى ولد ابنو(1956, بوتلميت). كاتب وسياسي موريتاني حاصل على شهادة الدكتوراه في الفلسفة من جامعة السربون تبوأ عدة مناصب مهمة حيث عمل لفترة مستشارا للرئيس السابق معاوية ولد سيدي أحمد الطايع.

## مؤلفاته
- مدينة الرياح (رواية)[3] احتلت هذه الرواية المرتبة 49 في قائمة أفضل مئة رواية عربية الصادرة عن اتحاد الكتاب العرب
- حج الفجار
- الحب المستحيل (كتاب)
- ألا ليت الفتى حجرًا

### مدينة الرياح
مدينة الرياح رواية للكاتب موسى ولد ابنو. تدور أحداث مدينة الرياح في برازخ التاريخ، تعتمد أسلوبا في الكتابة ممزوجا بين الواقعيّة والرمزيّة، وبين رواية الخيال العلميّ والرواية التاريخيّة.
المكان والزمان والشخصياّت واللغة التي أنتجتھا الرواية تدور في فضاء بعيد، فضاء القَصص القرآني. موضوع الرواية الرئيسي ھو بصيرة الإنسان والحكم عليھا من خلال مقارنة فترات من تاريخيّة.

#### أحداث الراوية
ينتقل «فارا» إلى سنة 2045م، ليجد نفسه أمام مركز لتخزين النفايات السّامة، وقد أصبحت البلاد ملكا لأبنائها وحاكمها تنفل، الذي حوّل البلاد إلى مقالب زبالة نوويّة، مقابل المكاسب التي يحصل عليها هو وحاشيته، والعاصمة هي مدينة الرياح المكان الأخير للشرّ البشريّ الذي أصبحت معه الكرة الأرضيّة مصنّفة من قبل النظام العالمي.

#### الشخصيّات في الرواية
- أزباعرة
- فارا
- والاب
- العبيد
- الخضير
- حاكمها  تنفل
- فوستفاسر

#### أسلوب السرد
في الرواية سارد آخر هو فوستباستر، استخدمه الكاتب بضمير المخاطب ليكتب رواية قصيرة داخل الرواية الأساسيّة التي يحكيها «فارا»، ليلقي الضوء على حياة «فاله» التي شاركت «فارا» جميع سفراته عبر الزمان بنفس الاسم بأشكال مختلفة.